# Великобілозерська сільська територіальна громада
Великобілозерська сільська об'єднана територіальна громада — об'єднана територіальна громада в Україні, у Василівському районі Запорізької області. Адміністративний центр — село Велика Білозерка.
Площа громади — 469,28 км², населення — 7764 мешканці (2020).
Утворена 12 жовтня 2016 року шляхом об'єднання всіх сільських рад Великобілозерського району.

## Населені пункти
До складу громади входять п'ять сіл:
- Велика Білозерка,
- Гюнівка,
- Зелена Балка,
- Качкарівка,
- Новопетрівка.